# 椎原国太
椎原 国太（しいはら くにた）は、警察官、郡長、函館区長（第5代）。鹿児島県出身。

## 人物
陸軍砲兵局の陸軍砲兵工廠に勤務していた椎原は、明治9年（1876年）、下士官である陸軍鞍工長に任じられる。それから5年後の明治14年（1881年）に、福島県職員として採用され翌年には、警部となり福島県石川警察署長を務めた。その後は福島を去り富岡門前警察署長、小松川警察署長、赤阪警察署長、秋田県警察部長などを歴任したが明治32年（1899年）に依願退職した。この間、北海道内の郡長や第5代函館区長も務めた。明治35年（1902年）、再び郡長となり、山形県北村山郡長、奈良県宇智郡長、大分県大野郡長を歴任した。

## 経歴
- 1876年（明治9年）1月21日 - 任　陸軍鞍工長[1]
- 陸軍砲兵工廠勤務[2]
- 1881年（明治14年）2月 - 福島県へ採用[2]
- 1882年（明治15年）8月 - 警部[3]
- 福島原田警察長
- 五等警視
- 1889年（明治22年）3月23日 - 富岡門前警察署長　拝命[4]
- 1890年（明治23年）5月23日 - 任　室蘭虻田有珠幌別勇払白老郡長[5][6]
- 1891年（明治24年）
  - 1月24日 - 任　北海道函館区長[7]
- 釧路阿寒白糠足寄広尾当縁十勝中川河西河東上川厚岸川上郡長
- 1892年（明治25年）10月15日 - 任　警視、補　小松川警察署長[8]
- 1893年（明治26年）
  - 9月14日 - 補　赤阪警察署長[9]
  - 12月19日 - 補　本郷警察署長 [10]
- 1897年（明治30年）4月26日 - 任　秋田県警察部長[11]
- 1899年（明治32年）4月8日 - 依願免本官[12]
- 1902年（明治35年）11月10日 - 任　山形県北村山郡長[13]
- 1904年（明治37年）10月20日 - 任　奈良県宇智郡長[14]
- 1907年（明治40年）8月5日 - 任　大分県大野郡長[15][16]

## 栄典
位階
- 1891年（明治24年）8月10日 - 従七位[17]
- 1907年（明治40年）6月21日 - 正六位[18]

勲章等
- 1882年（明治15年）8月以前 – 勲七等青色桐葉章[19]
- 1888年（明治21年）5月29日 - 勲六等単光旭日章[20]
- 1896年（明治29年）6月30日 - 勲五等瑞宝章[21]